# Relevium
Beim Relevium, auch Lehnserneuerung, handelt es sich um eine im Mittelalter beim Tod des Lehnsnehmers von dessen Nachfolger, dem Vasall, an den Lehnsherrn zu entrichtende Gebühr, die vor allem in England und Frankreich von Bedeutung war. In deutschen Quellen wird die Abgabe, die hier geringere Bedeutung hatte als in Westeuropa, lehnware genannt. Auch in Italien spielte das Relevium eine gewisse Rolle.
Das Relevium erinnerte an die Tatsache, dass ein Lehen ursprünglich heimfiel und durch den Erben vom Herrn zurück erkauft werden musste. Eine Erleichterung stellte es hierbei dar, wenn sich der Lehnsherr mit einer Anerkennungsgebühr begnügte. Damit war zugleich eine Entbindung von der Pflicht zur Rückgabe der Heergewäte bei Dienstbeendigung verbunden. Am strengsten wurde der ursprüngliche Charakter des Releviums in England bewahrt, obwohl auch hier im zwölften Jahrhundert feste Tarife angesetzt, allerdings im Unterschied zum kontinentalen Europa keine Unterschiede nach dem Verwandtschaftsgrad zwischen Erblasser und Erben gemacht wurden. Erhebliche Abweichungen haben sich in Frankreich durchgesetzt, wo das Relevium meist nur für Seitenverwandte galt und die einseitige Festlegung durch den Lehnsherrn allmählich festen, an fixen Jahrestagen zu entrichtenden Beträgen wich. Unter Philipp II. schließlich gewann das Relevium für das französische Königtum erheblich an Bedeutung, da häufig sehr hohe Summen gefordert wurden.